# Works Volume 1
Works Volume 1 – piąty album studyjny zespołu Emerson, Lake and Palmer, wydany 17 marca 1977 roku przez wytwórnię Atlantic.

## Historia
Emerson, Lake i Palmer albumem Works Volume 1 przedstawili swój pierwszy, nowy (od ponad trzech lat) materiał. Album odzwierciedlał rosnący podział w grupie. Początkowo członkowie zespołu, zmęczeni wzbogacaniem swoich indywidualności muzycznych w ramach zespołu, zamierzali stworzyć własne albumy solowe. Przed realizacją tego pomysłu powstrzymywały ich jednak doświadczenia członków zespołu Yes, których indywidualne albumy cieszyły się zdecydowanie mniejszym powodzeniem, niż albumy firmowane przez cały zespół. Emerson, Lake i Palmer zdecydowali się wobec tego, aby przeznaczyć po jednej stronie albumu dla każdego członka jako solisty, a czwartą stronę dla całej grupy. Ich rozbieżne muzycznie przedsięwzięcia solowe powstawały już w trakcie dotychczasowych sukcesów zespołu, ale ostatnia strona pokazała, że jako zespół Emerson, Lake i Palmer nie utracili nic ze swojego doświadczenia.

### Strona 1: Keith Emerson
Keith Emerson zaprezentował własna kompozycję, „Piano Concerto No. 1”, utrzymaną w estetyce muzyki muzyki poważnej i wykonaną z towarzyszeniem London Philharmonic Orchestra pod dyrekcją Johna Mayera.

### Strona 2: Greg Lake
Greg Lake na swojej stronie zamieścił piosenki i ballady (w tym „C’est La Vie”), napisane we współpracy z Peterem Sinfieldem i zorkiestrowane przez Godfreya Salmona i Tony’ego Harrisa.

### Strona 3: Carl Palmer
Carl Palmer na swojej stronie solowej przedstawił zdecydowanie najbardziej zróżnicowany i udany materiał muzyczny, interesujący zwłaszcza z uwagi na fakt, iż jako perkusista był zwykle najmniej widoczny spośród członków zespołu. W prezentowanych utworach wykorzystał cały zestaw instrumentów perkusyjnych demonstrując przy okazji kilka krótkich solówek. Sięgnął do utworów muzyki poważnej: fragmentu Suity Scytyjskiej Prokofjewa, „The Enemy Good: Dances With The Black Spirits”, mającej w jego interpretacji bardziej klasyczny niż rockowy wydźwięk oraz do dwuczęściowej „Inwencji d-moll” Bacha, w której wykorzystał marimbę i wibrafon. Wśród jego pozostałych kompozycji znalazł się utwór „Good For Your Soul”, skomponowany wspólnie z Harrym Southem.

### Strona 4: Emerson,Lake and Palmer
Ostatnią stronę wydawnictwa wypełniły nagrania zespołowe: rockowe opracowanie „Fanfare For The Common Man” Aarona Coplanda oraz „Pirates”, wspólna kompozycja Emersona, Lake’a i Sinfielda. Ta ostatnia stanowi jedno z najważniejszych osiągnięć zespołu kumulując w sobie najlepsze instrumentalne pomysły członków z poprzednich stron albumu. Orkiestracja jest tu bardziej zróżnicowana, perkusyjna i gwałtowna, przypuszczalnie ze względu na pewniejszą (o ile nie prostszą) strukturę kompozycyjną dzieła. Zespołowi udało się w niej osiągnąć pełniejszą integrację brzmienia instrumentów dętych blaszanych i sekcji smyczkowej z brzmieniami elektronicznymi Emersona i akustycznym brzmieniem instrumentów pozostałych członków.

## Lista utworów
Zestaw utworów na 2-płytowym wydawnictwie winylowym, wydanym w 1977 roku przez Atlantic Records:

### Strona 1 Keith Emerson
| Nr | Tytuł | Autorzy | Długość |
| -- | --- | ------- | ------- |
| 1. | Piano Concerto No. 1 - First Movement: Allegro Giojoso (9:18) - Second Movement: Andante Molto Cantabile (2:09) - Third Movement: Toccata Con Fuoco (6:50) | Emerson | 18:18   |

### Strona 2 Greg Lake
| Nr | Tytuł                        | Autorzy       | Długość |
| -- | ---------------------------- | ------------- | ------- |
| 1. | Lend Your Love to Me Tonight | Lake/Sinfield | 4:00    |
| 2. | C'est la Vie                 | Lake/Sinfield | 4:17    |
| 3. | Hallowed Be Thy Name         | Lake/Sinfield | 4:35    |
| 4. | Nobody Loves You Like I Do   | Lake/Sinfield | 3:56    |
| 5. | Closer to Believing          | Lake/Sinfield | 5:34    |

### Strona 3 Carl Palmer
| Nr | Tytuł                                        | Autorzy                                          | Długość |
| -- | -------------------------------------------- | ------------------------------------------------ | ------- |
| 1. | The Enemy God: Dances with the Black Spirits | (fragment z Suity scytyjskiej cz. II (Prokofjew) | 3:16    |
| 2. | L.A. Nights                                  | Palmer/Emerson                                   | 5:42    |
| 3. | New Orleans                                  | Palmer                                           | 2:45    |
| 4. | Two Part Invention in D Minor                | Bach, aranżacja: Palmer                          | 1:53    |
| 5. | Food for Your Soul                           | Palmer/South                                     | 3:58    |
| 6. | Tank                                         | Emerson/Palmer                                   | 5:09    |

### Strona 4 Emerson, Lake & Palmer
| Nr | Tytuł                      | Autorzy               | Długość |
| -- | -------------------------- | --------------------- | ------- |
| 1. | Fanfare for the Common Man | Aaron Copland         | 9:38    |
| 2. | Pirates                    | Emerson/Lake/Sinfield | 13:20   |

#### Skład zespołu
- Keith Emerson
- Greg Lake
- Carl Palmer

#### Wykonanie i produkcja
- Keith Emerson fortepian, London Philharmonic Orchestra, dyrygent – John Mayer (strona 1)
- producent muzyczny – Keith Emerson (strona 1), Greg Lake/Peter Sinfield (strona 2), Carl Palmer (strona 3), Greg Lake (strona 4)
- aranżacja na orkiestrę – Godfrey Salmon i Tony Harris (strona 2)
- Joe Walsh – gitara i śpiew scatem, Keith Emerson – instrumenty klawiszowe („C'est la Vie”)
- dyrygent orkiestry i chóru – Godfrey Salmon (strona 2)
- inżynier dźwięku  – John Timperley, Roger Cameron
- kierownictwo artystyczne – Ashley Newton
- projekt, projekt graficzny – Ian Murray
- lacquer cut – D.K.
- fotografia Emersona – David Montgomery
- fotografia Lake’a – Kenny Smith
- fotografia Palmera – Alex Grob